# Regierung Dehaene I
Die belgische Regierung Dehaene I war vom 7. März 1992 bis zum 23. Juni 1995 im Amt. Am 11. März 1992 erhielt sie das Vertrauen der Abgeordnetenkammer und am 13. März 1992 das des Senats. Sie bestand aus fünfzehn Ministern (Premierminister inbegriffen) und einem Staatssekretär.
Diese erste von Jean-Luc Dehaene (CVP) angeführte Regierung setzte sich aus flämischen und frankophonen Christlichsozialen (CVP und PSC) und Sozialisten (SP und PS) zusammen. Die Regierung Dehaene I ist die Nachfolgerin der Regierung Martens IX unter Wilfried Martens (CVP), die ebenfalls aus Christlichsozialen und Sozialisten zusammengestellt war. Auch wenn die Koalition ihre Mehrheit behalten konnte, musste sie nach den Wahlen vom 24. November 1991 Verluste hinnehmen und zusehen, wie besonders Flandern mit dem Wahlsieg des Vlaams Blok einen rechtsradikalen Ruck erlebte.
Während ihrer Laufzeit wurden in der Regierung Dehaene I mehrere Male tiefgreifende Personaländerungen vorgenommen. So verließen folgende Minister die Regierung für ein anderes Amt: Philippe Moureaux (Bürgermeister von Molenbeek), sein Nachfolger Bernard Anselme (Minister der Wallonischen Region), Laurette Onkelinx (Ministerpräsidentin der Französischen Gemeinschaft), Mieke Offeciers-Van De Wiele (Rückkehr in die Privatwirtschaft), Freddy Willockx (Mitglied des Europäischen Parlamentes), Willy Claes (Generalsekretär der NATO), Louis Tobback (Präsident der SP) und Jean-Maurice Dehousse (Bürgermeister von Lüttich). Einige Minister sahen sich gezwungen, aus anderen Gründen von ihrem Amt zurückzutreten, so Leo Delcroix, nachdem er beschuldigt wurde, zweifelhafte Finanzgeschäfte betrieben zu haben. Vor allem aber sorgten die Rücktritte von Guy Coëme und später von Frank Vandenbroucke, die beide im Rahmen der sogenannten „Agusta-Affäre“ (Schmiergeldzahlungen bei Rüstungsaufträgen) der Korruption beschuldigt wurden, für großes Aufsehen.
Bei den Föderalwahlen vom 21. Mai 1995, den ersten im föderalen Belgien nach der vierten Staatsreform von 1993, wurden die Parteien der Regierung Dehaene I trotz der Agusta-Affäre seitens des Wählers bestätigt. Daraufhin wurde am 23. Juni 1995 die Nachfolgeregierung Dehaene II, die wiederum aus Christlichsozialen und Sozialisten zusammengesetzt war, vereidigt.

## Zusammensetzung
| Minister | Name                                                                                   | Partei |
| --- | -------------------------------------------------------------------------------------- | ------ |
| Premierminister                                                                                               | Jean-Luc Dehaene                                                                       | CVP    |
| Vizepremierminister, Minister für Verkehrswesen und öffentliche Unternehmen                                   | Elio Di Rupo bis 23. Januar 1994: Guy Coëme                                            | PS     |
| Vizepremierminister, Minister für äußere Angelegenheiten                                                      | Erik Derycke bis 22. März 1995: Franck Vandenbroucke bis 10. Oktober 1994: Willy Claes | SP     |
| Vizepremierminister, Minister für Justiz und Wirtschaftsangelegenheiten                                       | Melchior Wathelet                                                                      | PSC    |
| Minister für Finanzen                                                                                         | Philippe Maystadt                                                                      | PSC    |
| Ministerin für Soziales                                                                                       | Magda De Galan bis 23. Januar 1994: Bernard Anselme bis 4. Mai 1993: Philippe Moureaux | PS     |
| Minister für Wissenschaftspolitik                                                                             | Michel Daerden bis 23. Dezember 1994: Jean-Maurice Dehousse                            | PS     |
| Minister für Außenhandel und europäische Angelegenheiten, dem Außenminister beigeordnet                       | Robert Urbain                                                                          | PS     |
| Minister für Pensionen                                                                                        | Marcel Colla bis 18. Juli 1994: Freddy Willockx                                        | SP     |
| Minister für Inneres und den öffentlichen Dienst                                                              | Johan Vande Lanotte bis 10. Oktober 1994: Louis Tobback                                | SP     |
| Ministerin für Beschäftigung und Arbeit, beauftragt mit der Gleichberechtigungspolitik zwischen Mann und Frau | Miet Smet                                                                              | CVP    |
| Minister für KMU und Landwirtschaft                                                                           | André Bourgeois                                                                        | CVP    |
| Minister für Landesverteidigung                                                                               | Karel Pinxten bis 8. Dezember 1994: Leo Delcroix                                       | CVP    |
| Minister für öffentliche Gesundheit, Umwelt und soziale Integration                                           | Jacques Santkin bis 23. Januar 1994: Magda De Galan bis 4. Mai 1993: Laurette Onkelinx | PS     |
| Minister für den Haushalt                                                                                     | Herman Van Rompuy bis 5. September 1993: Mieke Offeciers-Van De Wiele                  | CVP    |
| Staatssekretäre                                                                                               | Name                                                                                   | Partei |
| Staatssekretär für Entwicklungszusammenarbeit Amt am 22. März 1995 aufgelöst                                  | - bis 22. März 1995: Erik Derycke                                                      | - SP   |